# Heinäjärvi (sjö i Finland, Lappland)
Heinäjärvi är en sjö i Finland. Den ligger i kommunen Salla i landskapet Lappland, i den norra delen av landet, 700 km norr om huvudstaden Helsingfors. Heinäjärvi ligger 265 meter över havet. Arean är 20,7 hektar och strandlinjen är 3,52 kilometer lång. Sjön  ingår i Koundaälvens huvudavrinningsområde.   
I övrigt finns följande vid Heinäjärvi:
- Puonimajärvi (en sjö)